# Ranzin
Ranzin ist ein Ortsteil der Gemeinde Züssow des Amtes Züssow im Landkreis Vorpommern-Greifswald in Mecklenburg-Vorpommern.

## Geschichte

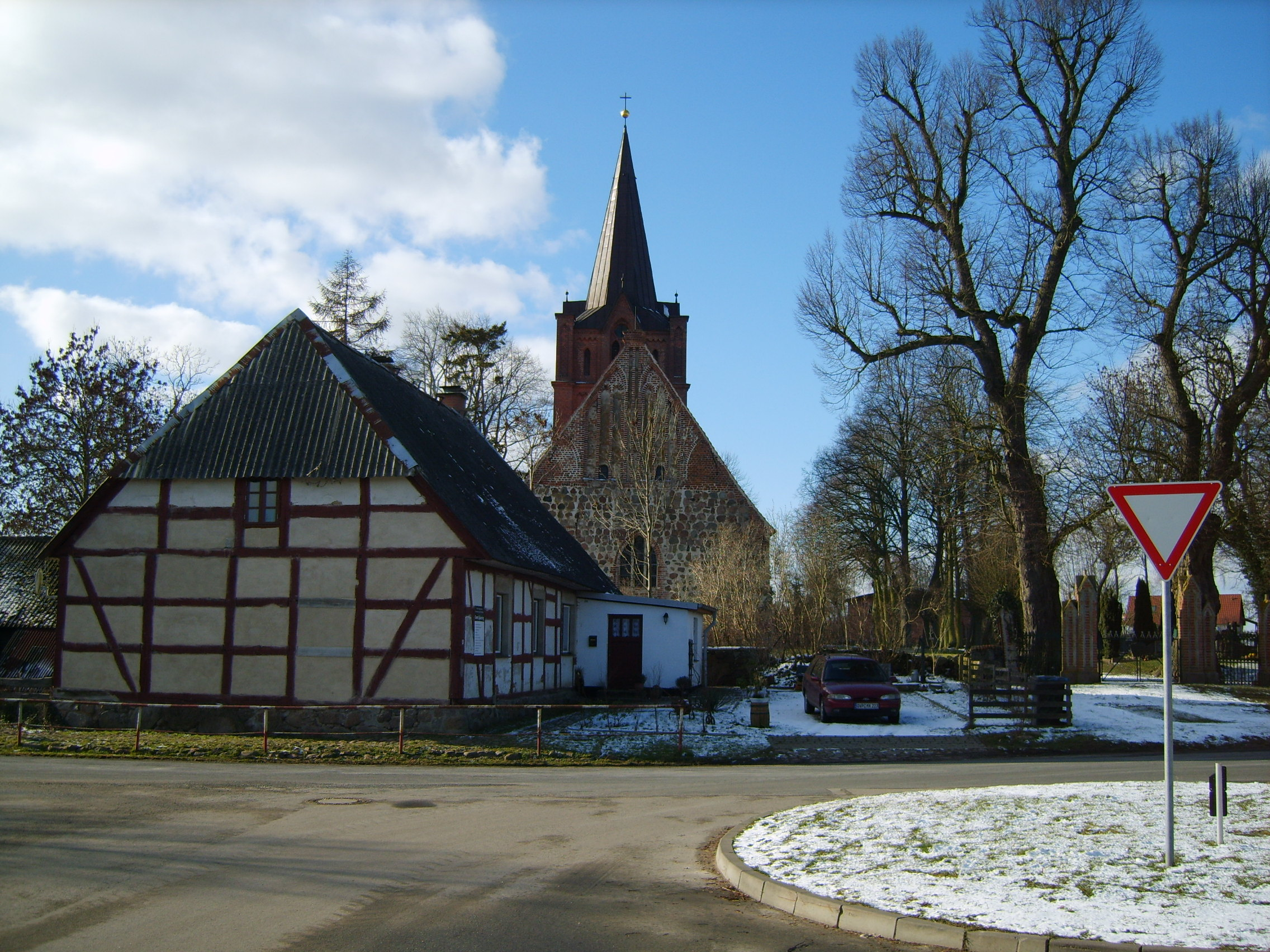
Dorfplatz – Kirche, Kirchhof und alte Höfe

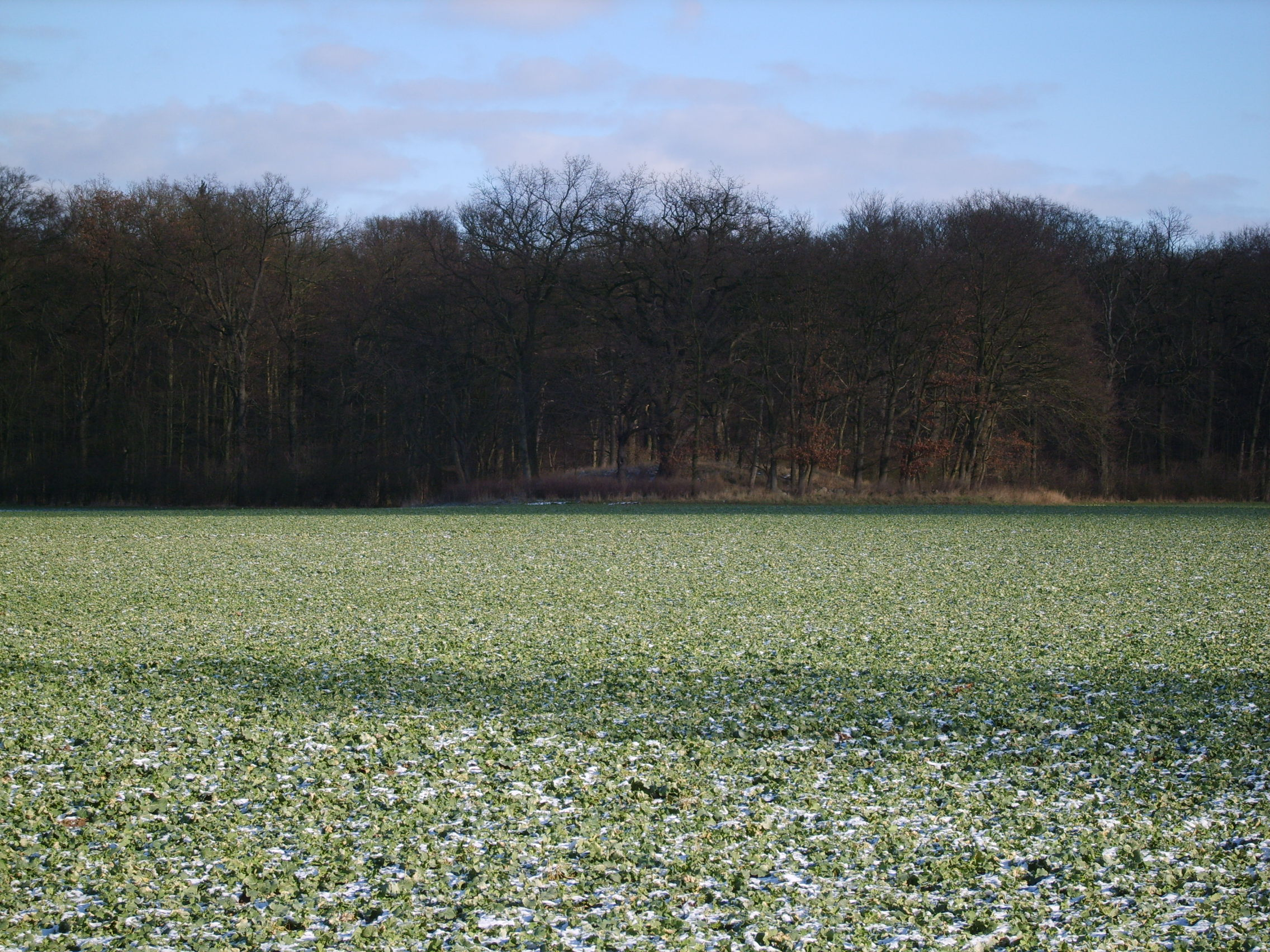
Bronzezeitliches Hügelgrab Dachsberg

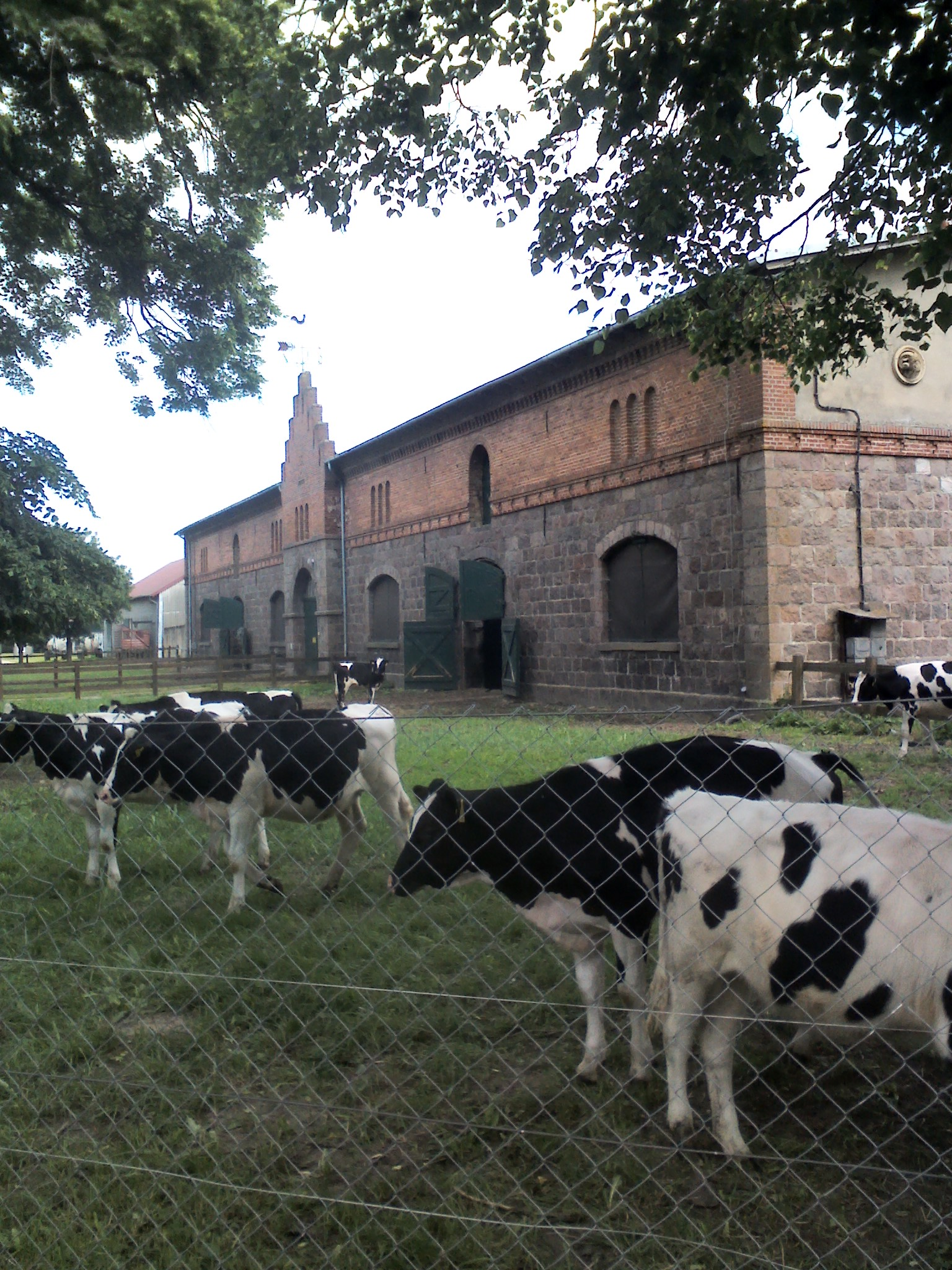
Schafstall 1867 – jetzt Kuhstall

Ranzin wurde erstmals als Villa „Randensyn“ im Jahre 1228 urkundlich erwähnt. Die Erwähnung erfolgte in einer Urkunde über einen Gebietstausch zwischen dem Pommernherzog Barnim I. und dem Domkapitel Lübeck. Ranzin ist aber eine slawische Gründung, der Name bedeutet so viel wie ‚Wunde‘, weshalb ist fraglich.
Der Ort ist zwar archäologisch schon vorher nachweisbar (bronzezeitliches Hügelgrab), aber die hauptsächliche Besiedlung erfolgte zur slawischen Zeit, wie nordöstlich einige archäologische Fundgebiete zeigen.
Seit dem Jahre 1249 ist die Existenz einer Kirche belegt. Nachweislich mindestens seit 1315 – Grabstein des Michel Horn aus diesem Jahr in der Kirche – ist Ranzin der Stammsitz des alten pommerschen Adelsgeschlechtes (von) Horn, welches hier in dreizehn Generationen bis 1845 ansässig war. Das Horn´sche Gut Ranzin war von Anfang an direkt mit Oldenburg verbunden. Matthias Magnus von Horn musste dann 1751 die Güter verkaufen, weil sie finanziell nicht zu halten waren. Nach kurzzeitiger Verpachtung gelang dann der Verkauf an Amtmann P. A. Heydemann aus Mecklenburg. Nach langjährigen Prozessen bis zum Wismarer Tribunal konnte ein Sohn des letzten Besitzers mit Namen Bengt Gustav von Horn 1782 eine Rückabwicklung des Verkaufs erreichen.
Christian Leopold von Horn verkaufte 1845 die Güter Ranzin und Oldenburg nach erneuter Insolvenz an den Wolgaster Reeder und Getreidegroßhändler Commerzienrat August Wilhelm Homeyer. Dieser legte 1848 ein nach ihm benanntes Vorwerk Wilhelmshöh an, ließ das Gutshaus (Schloss) Ranzin nach Entwurf des Architekten Richard Lucae, sowie viele Wirtschaftsgebäude neu errichten. Er und später sein Sohn Friedrich bauten das Gut Ranzin zu einem Musterunternehmen aus. 1865 wurde dieser Zweig der Familie von Homeyer geadelt.
Ranzin wies 1865 konkret 251 Einwohner, 1 Kirche, 1 Schule, 19 Wohnhäuser, 5 Fabrikgebäude (darunter 1 Mühle, 1 Brennerei) und 22 Wirtschaftsgebäude nach.
Das Dorf wuchs entsprechend und wurde 1874 Sitz des Amtsbezirkes, zu dem die Dörfer Oldenburg, Wilhelmshöh, Gribow, Glödenhof, Lüssow, Radlow, Züssow, Krebsow, Thurow und Nepzin gehörten. Erst 1935 musste Ranzin zugunsten von Züssow den Amtsbezirkssitz abgeben.
Die Homeyers, vertreten durch Margarete, verheiratet mit Oberstleutnant Albrecht von Kameke, blieben noch indirekt im Besitz bis 1936/1937. Dann kam das Gut über die Erbschaftslinie an die Familie des Sohnes Karz von Kameke. Er war der letzte Besitzer des 766 ha großen Gutes, teils verpachtet an Hauptmann a. D. Werne Runge. Dieser verwaltete gleich mehrere Güter im Landkreis Greifswald. Während des Zweiten Weltkrieges mussten zahlreiche Männer aus der Sowjetunion im Ort Zwangsarbeit verrichten. Vier von ihnen starben in dieser Zeit (1941–1942).
Nach dem Ende des Zweiten Weltkrieges wurde das Gut Ranzin enteignet, aber nicht in der Bodenreform aufgesiedelt, weil Saatzuchtbetriebe von der Bodenreform ausgenommen wurden. Am 26. September 1945 wurde das Landesgut Ranzin gegründet, welches als VEG (Saatzucht) und VEG (Tierzucht) bis zur Wende existierte. Das Schloss wurde Internat der Berufsausbildung im Gut. Nach 1990 wurde das Gut in den beiden Betriebsteilen privatisiert. 1991 pachtete die Saka-Ragis Pflanzenzucht GbR Hamburg das Gut und die Saatzuchtstation.
Mit Wirkung vom 1. Januar 2005 gab die Gemeinde Ranzin ihre Eigenständigkeit auf und ist seitdem Ortsteil der Gemeinde Züssow. Im März 2005 hatte Ranzin 229 Einwohner. 2009 verzeichnete Ranzin nur noch 200 Einwohner.
Ranzin hatte am 31. Dezember 2014 konkret 184 Einwohner mit Hauptwohnung und 20 mit Nebenwohnung.

## Sehenswürdigkeiten
- Kirche Ranzin mit

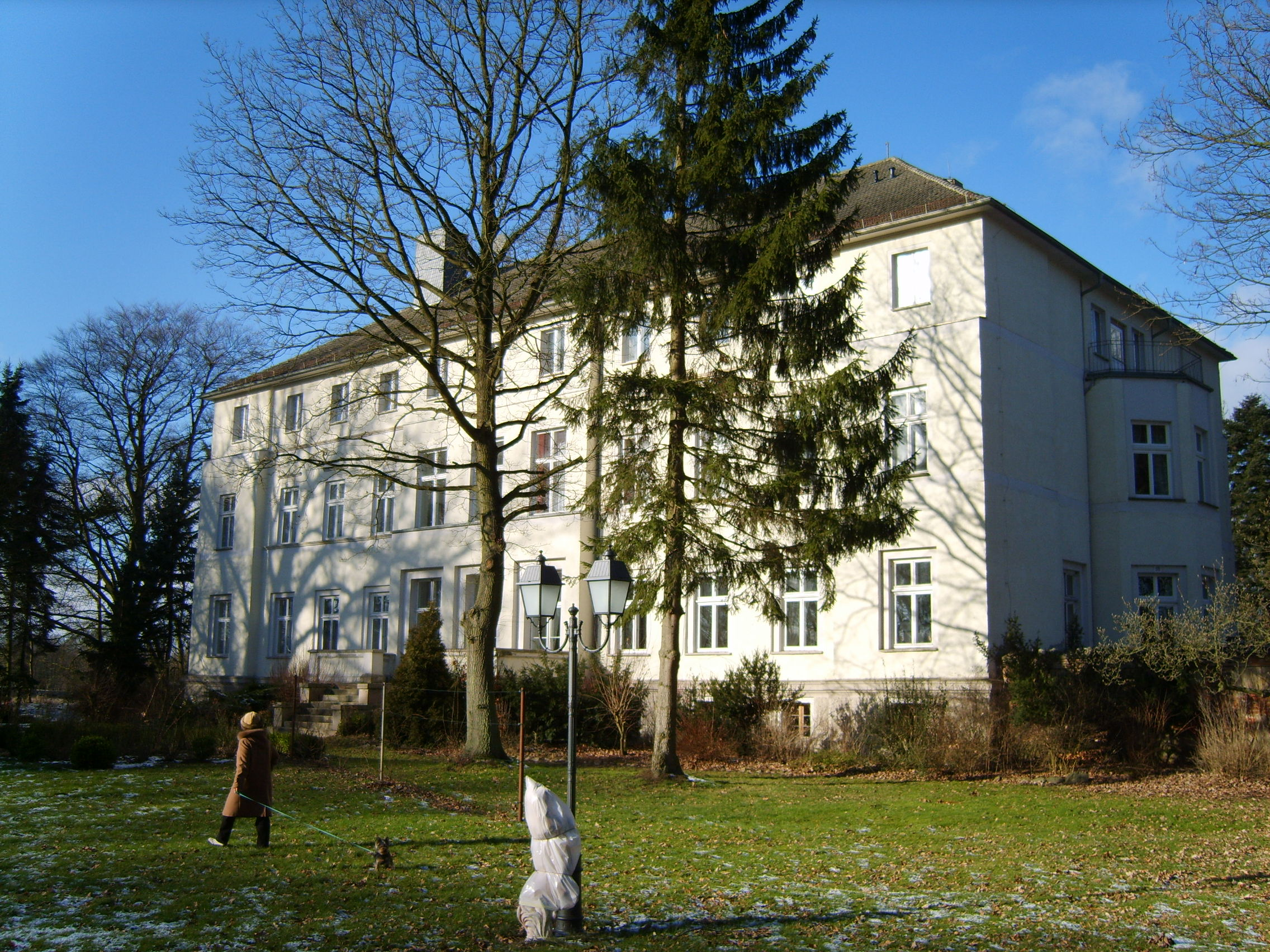
Gutshaus Ranzin – Parkseite

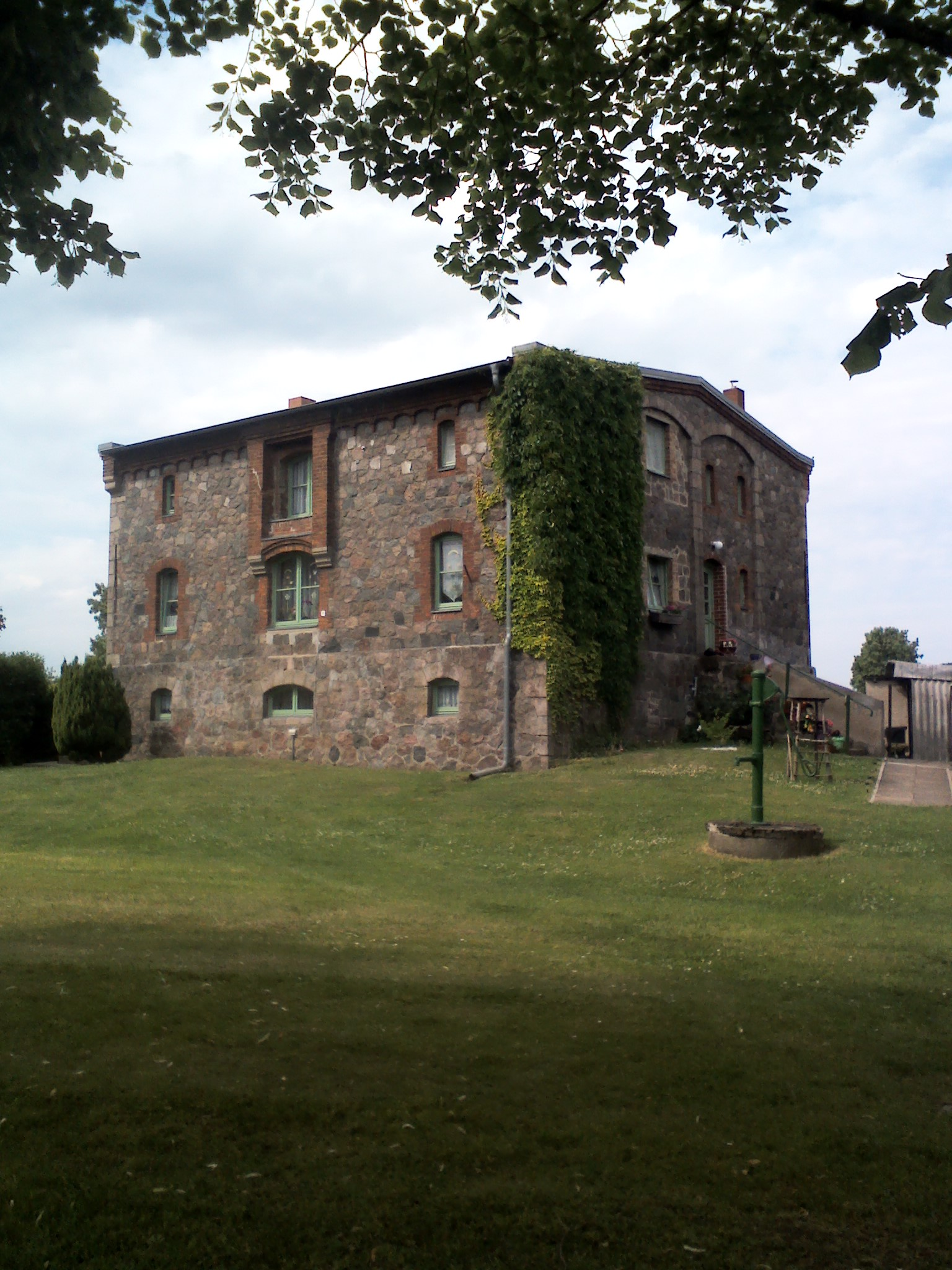
Brennerei – jetzt Wohnhaus

  - Drei Grabplatten der Familie von Horn von 1315, 1357 und 1407. Sie zählen zu den ältesten erhaltenen Grabmalen in Vorpommern
  - Freigelegten Resten von Wandmalereien aus dem 14. Jahrhundert
- Fachwerkhaus vor der Kirche; ältestes Haus des Dorfes (wahrscheinlich Ende des 15. Jahrhunderts)
- Küsterhaus von 1856
- Brennerei, genannt Villa Granito; Fabrikgebäude als hoher Feldsteinbau von vor 1890, errichtet für den Gutsbesitzer Friedrich von Homeyer
- Ehemaliger Schafstall; Feldsteinbau mit Backsteinelementen; mit einem Rundbogen und Stufengiebel, der über das Flachdach hinausragt. Am Giebel des jetzigen Kuhstalls sind die Terrakotta-Medaillons mit Widderköpfen erhalten. Für Friedrich von Homeyer 1867 nach Plänen von Eduard Knoblauch (Berlin) erbaut.
- Gutshaus Ranzin von 1877, Nachfolgebau des 1875 abgebrannten Herrenhauses. Das Gebäude wurde bis 2017 als Hotel genutzt.
- Turmhügel Ranzin

## Verkehr
Ranzin ist über die Kreisstraße 15 zu erreichen, welche von der B 111 (zwischen Gribow und Thurow) und der B 109 bei Klein Bünzow verläuft.

## Persönlichkeiten
- Magnus Friedrich von Horn (* 1640 in Ranzin; † 1712 in Geldern), königlich preußischer Generalleutnant und Gouverneur von Geldern